# Нижнеландеховское сельское поселение
Нижнеландехо́вское се́льское поселе́ние — муниципальное образование в составе Пестяковского района Ивановской области. 
Административный центр — село Нижний Ландех.

## История
Нижнеландеховское сельское поселение образовано 25 февраля 2005 года в соответствии с Законом Ивановской области № 47-ОЗ. 

## Население
| 2002 | 2010 | 2011 | 2012 | 2013 | 2014 | 2015 |
| ---- | ---- | ---- | ---- | ---- | ---- | ---- |
| 961  | ↘747 | ↘743 | ↘718 | ↘681 | ↘636 | ↘608 |
| 2016 | 2017 | 2018 | 2019 | 2020 | 2021 |      |
| ↘597 | ↘575 | ↘568 | ↘544 | ↘540 | ↘405 |      |

## Состав сельского поселения
| №  | Населённый пункт | Тип населённого пункта       | Население |
| -- | ---------------- | ---------------------------- | --------- |
| 1  | Васьково         | деревня                      | 1         |
| 2  | Волково          | деревня                      | ↘0        |
| 3  | Даниловская      | деревня                      | ↘0        |
| 4  | Демидово         | деревня                      | ↘2        |
| 5  | Дубовичье        | деревня                      | 56        |
| 6  | Емельяново       | деревня                      | ↘0        |
| 7  | Зубариха         | деревня                      | ↘0        |
| 8  | Кленки           | деревня                      | ↘1        |
| 9  | Котрохово        | деревня                      | ↘6        |
| 10 | Марамоново       | деревня                      | ↘0        |
| 11 | Нижний Ландех    | село, административный центр | ↘630      |
| 12 | Першино          | деревня                      | ↘0        |
| 13 | Петрушино        | деревня                      | ↘0        |
| 14 | Романово         | деревня                      | ↘0        |
| 15 | Чуркино          | деревня                      | ↘2        |
| 16 | Шиловская        | деревня                      | ↘1        |
| 17 | Шлыково          | деревня                      | ↘20       |
| 18 | Щербинино        | деревня                      | ↘28       |